# ميلفيل (ماساتشوستس)
ميلفيل (بالإنجليزية: Millville, Massachusetts)‏ هي بلدة أمريكية تقع في الولايات المتحدة في مقاطعة ووستر (ماساتشوستس). يقدر عدد سكانها بـ 3,190 نسمة ومساحتها 12.9 كم2 وترتفع عن سطح البحر 70 متر.